# MBK Baník Handlová
El MBK Baník Handlová es un equipo de baloncesto eslovaco con sede en la ciudad de Handlová, que compite en la Slovakian Extraliga, la máxima competición de su país. Disputa sus partidos en la Športová hala, con capacidad para 1.200 espectadores.

## Posiciones en liga
| Temporada | Nivel | Liga | Pos. | J     | PL  | Resultado         | Copa da Eslovaquia | Competiciones internacionales |
| --------- | ----- | ---- | ---- | ----- | --- | ----------------- | ------------------ | ----------------------------- |
| 2007-08   | 1     | SBL  | 7    | 21-23 | 3-5 | Semifinales       |                    | -                             |
| 2008-09   | 1     | SBL  | 10   | 12-20 |     |                   |                    | -                             |
| 2009-10   | 1     | SBL  | 3    | 24-16 | 1-3 | Quartas de finais |                    | -                             |
| 2010-11   | 1     | SBL  | 6    | 17-29 | 2-3 | Cuartos de final  |                    | -                             |
| 2011-12   | 1     | SBL  | 5    | 17-15 | 1-3 | Cuartos de final  |                    | -                             |
| 2012-13   | 1     | SBL  | 9    | 7-25  | 0-3 | Cuartos de final  |                    | -                             |
| 2013-14   | 1     | SBL  | 6    | 14-18 | 1-4 | Cuartos de final  |                    | -                             |
| 2014-15   | 1     | SBL  | 4    | 20-16 | 4-4 | Semifinales       |                    | -                             |
| 2016-17   | 1     | SBL  | 8    | 17-23 | 2-3 | Cuartos de final  |                    |                               |
| 2017-18   | 1     | SBL  | 8    | 9-27  | 0-3 | Cuartos de final  |                    |                               |
| 2018-19   | 1     | SBL  | 7    | 13-19 | 2-3 | Cuartos de final  |                    |                               |

fuente:eurobasket.com

## Palmarés
- Semifinales Slovakian Extraliga - 2004, 2008, 2010
- Subcampeón Slovakian Extraliga - 2005, 2006
- Semifinales Copa Eslovaca - 2008, 2012